# 赤木昭夫
赤木 昭夫（あかぎ あきお、1932年3月17日 - ）は、日本の科学史家、評論家、翻訳家。NHK職員、慶應義塾大学教授、放送大学教授等を歴任。
専攻は科学史、技術論、メディア論。

## 人物
京都市生まれ。1955年東京大学文学部英文科卒業後、NHK入局。NHK科学番組プロデューサー、NHK科学技術担当解説委員（NHK解説委員）を経てNHKを退職。
慶應義塾大学環境情報学部教授、放送大学教授、コロンビア大学ジャーナリズム大学院フェローを歴任。
慶應義塾大学での教え子に、吉川浩満、山本貴光ら慶応SFC一期生がいる。

## 著書
- 『ひろがるさばく』(岩波書店、算数と理科の本)  1979
- 『蘭学の時代』（中公新書） 1980
- 『はるののやま』(岩波書店、ぼくのさんすう・わたしのりか)  1982
- 『マイコン+ロボット=衝撃』（岩波ブックレット） 1982
- 『ハイテクノロジーの国際競争』（岩波ブックレット） 1983
- 『チェルノブイリの放射能』（岩波ブックレット） 1986
- 『情報社会に生きるきみたち ヒトがキーをたたく』（ポプラ社、10代の教養図書館） 1993
- 『インターネット社会論』（岩波書店） 1996
- 『インターネット・ビジネス論』（岩波書店） 1999
- 『情報工学と社会』（放送大学） 2001
- 『自壊するアメリカ』（ちくま新書） 2001
- 『ハリウッドはなぜ強いか』（ちくま新書） 2003
- 『見える! アメリカワシントンDC・ガイドブック』（岩波書店） 2004
- 『説得力』（日本放送出版協会、生活人新書） 2005
- 『アメリカは何を考えているか オイルとマネー』（岩波ブックレット） 2006
- 『反情報論』（岩波書店、双書時代のカルテ） 2006
- 『書籍文化の未来　電子本か印刷本か』（岩波ブックレット） 2013
- 『漱石のこころ - その哲学と文学』(岩波新書) 2016

### 共著
- 『中国の技術創造』（佐藤森彦共著、中央公論社、自然選書） 1975
- 『現代数学レクチャーズ A7 電子計算機』（加賀美鉄雄共著、培風館） 1980
- 『第5世代コンピュータを創る 淵一博に聞く』（日本放送出版協会） 1984
- 『コンピュータと子どもの未来』（佐伯眸, 坂村健共著、岩波ブックレット） 1988
- 『新・電子立国 別巻』（相田洋共著、日本放送出版協会、NHKスペシャル） 1997
- 『科学と技術の歴史』（道家達将共著、放送大学教育振興会） 1999
- 『技術の分析と創造』（槌屋治紀共編著、放送大学教育振興会） 2002

## 翻訳
- 『20年後の世界』（ナイジェル・コールダー編、須之部淑男共訳、紀伊国屋書店） 1966 - 1968
- 『技術と文明 機械と人間の対決と調和』（ロバート・J・フォーブス、エンサイクロペディア・ブリタニカ日本支社、現代人の教養） 1968
- 『生物化学兵器』（S・ローズ、須之部淑男共訳、みすず書房） 1970
- 『テクノポリス 現代技術への告発』（ナイジェル・コールダー、佐藤森彦共訳、紀伊国屋書店） 1971
- 『テクノクラートの勃興』（W・H・G・アーミティッジ、筑摩書房） 1972
- 『科学者のためのPL / I』（C・T・ファイク、加賀美鉄雄, 鈴木紀郎共訳、共立出版） 1973
- 『生態系としての地球 バイオスフィア』（サイエンティフィック・アメリカン編、須之部淑男, 大場英樹共訳、共立出版） 1975
- 『原子力をどうするか その課題と選択』（米核エネルギー政策研究グループ、パシフィカ） 1978
- 『パースの認識論』（ウイリアム・H・デイヴィス、産業図書） 1990
- 『ガリレオの思考をたどる』（スティルマン・ドレイク、産業図書） 1993
- 『文化インフォマティックス 遺伝子・人種・言語』（ルイジ・ルカ・キャヴァリ=スフォルツア、産業図書） 2001
- 『生命をみる 分子と生命の化学』（フィリップ・ボール、産業図書） 2002
- 『若々しい脳を保つ 老化制御と分子生物学』（ローレンス・ホエーリー、産業図書） 2003
- 『神と人種 アメリカ政治を動かすもの』（マーク・A・ノール、岩波書店） 2010
- 『次なる金融危機』（スティーブ・キーン、岩波書店） 2018